# تاریخ شوروی

نشان رسمی اتحاد جماهیر شوروی

تاریخ شوروی در سال‌های بین ۱۹۲۲ تا ۱۹۹۱ عمدتاً تاریخ جمهوری‌های سوسیالیستی اتحاد شوروی است. این اتّحاد مبتنی بر ایدئولوژی، در دسامبر ۱۹۲۲ از سوی رهبران حزب کمونیست اتحاد شوروی تأسیس شد که تا حدودی مجاور با امپراتوری روسیه بود. در آن زمان، این کشور جدید شامل چهار جمهوری منتخب بود که عبارت بودند از: روسیه (SFSR)، اوکراین (SSR)، بلاروس (SSR) و ماوراء قفقاز (SFSR).
قانون اساسی در ۱۹۲۴ تدوین شد، و یک نظام حکومتی فدرال بر مبنای یک سلسله از شوراها که در روستاها، کارخانه‌ها و شهرها در نواحی بزرگ‌تر تشکیل می‌شد، برقرار گردید؛ و این هرم از شوراها در هر یک از جمهوری‌های منتخب در کنگره عمومی اتّحاد شوروی به رأس خود می‌رسید. امّا در نهایت آشکار شد که این کنگره تحت نظارت قدرت حاکم قرار دارد، و این مرجع در واقع از سوی حزب کمونیست اتحاد شوروی اداره می‌شد که در عوض از طریق پولیتبورو در مسکو، پایتخت اتحاد شوروی، کنترل می‌گردید که پیش از پتر کبیر تحت نظارت تزارها بود.

## کمونیسم جنگی و سیاست اقتصادی جدید

روبل نقره، ۱۹۲۴

دورهٔ انسجام انقلاب بلشویکها بین سال‌های ۱۹۱۷ تا ۱۹۲۱ به‌عنوان دورهٔ کمونیسم جنگ معروف است. بانک‌ها، خطوط راه‌آهن و کشتی‌رانی ملی شد و اقتصاد پولی نیز محدود گردید. به‌زودی مخالفت جدّی گسترش یافت. رعایا (روستائیان) می‌خواستند درآمد حاصل از فروش محصولات خود را به‌صورت نقدی دریافت کنند، و از این‌که مازاد درآمد آن‌ها برای تأمین هزینه‌های جنگ داخلی در روسیه توسّط دولت ضبط می‌شد، احساس ناخشنودی می‌نمودند. در مواجهه با مخالفت روستائیان، لنین به یک عقب‌نشینی راهبردی در کمونیسم جنگ تحت عنوان سیاست جدید اقتصادی (NEP) پرداخت. روستائیان از پرداخت عوارض عمده‌فروشی محصولات خود رها شدند و اجازه یافتند تا مازاد تولید خود را در بازار آزاد بفروشند. بازرگانی دراثر مجازشدن تجارت خرده‌پای خصوصی رونق یافت. حکومت نیز مسئول بانکداری، حمل و نقل، صنعت سنگین، و امکانات عمومی شد.
اگرچه مخالفت برجای مانده در میان کمونیست‌ها موجب انتقاد از روستائیان ثروتمند یا کولاکها شد که از سیاست اقتصادی جدید سود می‌بردند، امّا این برنامه به‌خوبی مفید بودن خود را ثابت کرد و اقتصاد روسیه را مجدداً احیا نمود. پس از مرگ لنین در اوایل سال ۱۹۲۴، سیاست اقتصادی جدید در میان اعضای داخل حزب کمونیست اتحاد شوروی با مخالفت فزاینده‌ای روبرو شد.

## تغییرات در جامعهٔ روسیه
درحالی که اقتصاد روسیه در حال تغییر شکل بود، زندگی اجتماعی مردم نیز به همان اندازه تحت تأثیر تغییرات جدّی قرار می‌گرفت. از همان اوایل انقلاب، دولت درصدد تضعیف غلبهٔ پدرسالارانه در خانواده بود. طلاق دیگر نیاز به طی مراحل دادگاهی (قانونی) نداشت و زن را به‌طور کامل از مسئولیت‌های نگهداری بچّه رها می‌ساخت. سقط جنین از همان اوایل سال ۱۹۲۰ قانونی شد. به‌عنوان یک عامل جانبی، آزاد شدن زنان موجب افزایش حضورشان در بازار کار شد. دختران تشویق می‌شدند که حرفه‌ای آموخته و دورهٔ کاری خود را در یک کارخانه یا اداره دنبال نمایند. مجتمع‌های شیرخوارگاهی برای مراقبت از کودکان احداث شد و تلاش‌هایی صورت گرفت که مرکز زندگی اجتماعی مردم از خانه به گروه‌های آموزشی و حرفه‌ای باشگاه‌های شوروی منتقل شود.
حکومت سیاست‌های تبعیض گرایانه تزارها را علیه اقلیتهای ملی به خاطر همکاری بین بیش از دویست گروه اقلیت در زندگی در شوروی کنار گذاشت. ویژگی دیگر این حکومت گسترش خدمات درمانی بود. مبارزاتی علیه بیماری‌های حصبه، وبا و مالاریا انجام گرفت؛ تعداد پزشکان با توجّه به امکانات و آن‌طور که (سیستم) آموزش اجازه می‌داد، به‌سرعت افزایش یافت، و نرخ مرگ و میر کودکان به‌سرعت کاهش یافت در حالی که میزان امید به زندگی به‌سرعت افزایش پیدا کرد.
دولت همچنین بی اعتقادی به خدا و مادّی گرایی را ترویج نمود که به‌نوعی مبنای نظریهٔ مارکسیسم است. آن رژیم همچنین مخالف با هر گونه مذهب سازمان یافته بود، به خصوص به منظور شکستن قدرت کلیسای ارتدوکس روسی که ستون قبلی حکومت پیشین تزاری و مانعی اساسی بر سر تغییر اجتماعی بود. بسیاری از رهبران مذهبی به اردوگاه‌های تبعید داخلی فرستاده شدند. حضور اعضای حزب در مراسم مذهبی ممنوع شد. نظام آموزشی از کلیسا جدا شد. تعالیم مذهبی به جز در داخل منزل قدغن شد و آموزش بی‌اعتقادی به خدا در مدارس مورد تأکید قرار گرفت.

## صنعتی‌سازی و اشتراکی‌کردن
سال‌های ۱۹۲۹ تا ۱۹۳۹ شامل دههٔ پرتلاطمی در تاریخ روسیه هستند دورهٔ صنعتی‌شدن انبوه و مبارزات داخلی که در آن ژوزف استالین نظارت تقریباً کاملی را بر جامعهٔ روسیه داشت، و قدرتی نامحدود را اعمال می‌کرد که حتّی برای جاه‌طلب‌ترین تزارها نیز مقدور نبود.
استالین در پی مرگ لنین، کوشید تا کنترل اتّحاد شوروی را به همراه احزاب رقیب در پولیت‌برو (کمیتهٔ اجرایی کمونیسم) و به ویژه حزب لئون تروتسکی به‌دست‌آورد. تا سال ۱۹۲۸، با تبعید شدن حزب تروتسکیست‌ها و نیز گرفتن قدرت (خلع ید) از آن‌ها، استالین خود را برای به اجرا درآوردن برنامهٔ رادیکال صنعتی‌سازی آماده کرد.
در سال ۱۹۲۸، استالین اوّلین برنامه پنج‌ساله خود را ارائه کرد و برنامهٔ اقتصاد جدید (NEP) را آزاد نمود، این اوّلین برنامه از شمار برنامه‌هایی بود که با هدف تجمّع سریع منابع سرمایه از طریق ترویج صنعت سنگین، اشتراکی کردن کشاورزی، و تولید محدود کالاهای مصرفی انجام گرفت، و برای اوّلین باری بود که دولت بر کلیهٔ فعالیت‌های اقتصادی نظارت می‌کرد. در حالی که در کشورهای سرمایه‌داری به علت رکود اقتصادی شدید کارخانه‌ها و معادن به حالت معطل مانده و با ظرفیت کاهش یافته خود فعالیت می‌کردند، و میلیون‌ها نفر نیز بیکار شده بودند، مردم شوروی در طی شش روز از هفته ساعات متعدّدی کار می‌کردند تا با تلاش تمام‌عیار خود در ساختار اقتصادی شوروی انقلاب به‌پا کنند.
به‌عنوان بخشی از این طرح، دولت کنترل کشاورزی را در مزارع دولتی و اشتراکی در دست گرفت.
طی (صدور) حکمی در فوریه ۱۹۳۰، حدود یک میلیون نفر از کولاک‌ها مجبور شدند زمین‌های خود را واگذار نمایند. بسیاری از روستائیان مخالف این‌گونه دسته‌بندی دولت بودند، و در صورت از دست دادن زمین‌های خود اغلب دام‌هایشان را نیز می‌کشتند. در برخی نقاط آن‌ها شورش می‌کردند، و تعداد بیشماری از این روستائیان که به عنوان کولاک‌ها شناخته شده بودند توسط مقامات (دولتی) اعدام شدند. ترکیبی از بدی آب و هوا، کم‌وکاست‌های مزارع اشتراکی با شتاب ایجاد شده و توقیف محصولات موجب تسریع یک قحطی جدی شد، و باعث گردید تا میلیونها نفر از روستائیان در اوکراین و نواحی جنوب غربی روسیه دراثر قحطی جان دهند. وجود شرایط روبه وخامت در حومه، میلیون‌ها نفر از روستائیان درمانده را به سرعت رو به شهرها هدایت نمود، و با تشدید (روند) صنعتی شدن، و به‌طور گسترده‌ای موجب افزایش جمعیت شهری در روسیه صرفاً در فاصله زمانی چند سال گردید.
این طرح‌ها نتایج چشمگیری را گذشته از بخش کشاورزی در برخی از نواحی به دنبال داشتند. روسیه از لحاظ بسیاری از ملاکها در زمان انقلاب بلشویکها فقیرترین کشور اروپایی محسوب می‌شد، و هم‌اکنون با نرخی شگفت‌انگیز از روال صنعتی شدن آلمان در قرن نوزدهم و پیشتر از آن ژاپن در قرن دوازدهم، نیز در صنعتی شدن پیش افتاده بود.
مقامات شوروی ادعا می‌کردند که میزان رشد تولید صنعتی آن‌ها در سال ۱۹۳۲ بالغ بر ۳۳۴٪ نسبت به سال ۱۹۱۴ و در سال ۱۹۳۷ به میزان ۱۸۰٪ نسبت به سال ۱۹۳۲ افزایش داشته‌است. جنبش استاخانوفی برای افزایش تولید که نام آن از نام آلکسی استاخانوف گرفته شده بود نقش مهمی در تشویق کارگران به افزایش تولید داشت. علاوه براین، پایداری شوروی در مواجهه با حمله سخت قریب‌الوقوع آلمان تا حدودی در اثر ظرفیت تولیدی بود که حاصل صنعتی شدن آن کشور بوده‌است.
در حالی که برنامه‌های پنج ساله به‌پیش می‌رفت، استالین قدرت شخصی خود را نیز پایدار می‌ساخت. پلیس مخفی شوروی ده‌ها هزار نفر از شهروندان شوروی را دستگیر، تبعید یا اعدام نمود. از میان شش عضو اصلی بازمانده از کمیته اجرایی پولیتبرو در سال ۱۹۲۰ که با لنین بودند، همگی توسط استالین پاکسازی (برکنار) شدند. بلشویکهای قدیمی که به لنین وفادار بودند، افسران بلندپایه ارتش سرخ، و مدیران صنعتی در این پاکسازیهای بزرگ از کار برکنار شدند. پاکسازی‌ها در دیگر جمهوری‌های شوروی به امر تمرکز کنترل در اتحاد جماهیر شوروی کمک نمود.
سرکوبگری‌های استالین موجب ایجاد یک نظام گسترده از تبعیدهای داخلی شد که به‌طور چشمگیری ابعاد آن نسبت به نمونه‌های مربوط به تزارها در گذشته بزرگ‌تر بود. مجازات‌های ظالمانه‌ای صورت گرفت و بسیاری از شهروندان به خاطر جنایات ساختگی خرابکاری و جاسوسی مورد تعقیب قرار گرفتند. کار برای محکومینی در نظر گرفته شد که در اردوگاه‌های کار در سیستم گولاگ سیبری مشغول می‌شدند که به عنوان مؤلفه‌ای مهم از تلاش برای صنعتی شدن به خصوص در سیبری می‌گردید. شاید حدود پنج درصد از جمعیت مردم سیستم گولاگ را گذرانده بودند.

## اتحاد شوروی در صحنه بین‌المللی

### جنگ جهانی دوم
اتحاد جماهیر شوروی (USSR) تا سال ۱۹۳۹، مخالف جدی آلمان نازی بود، و از جمهوری‌های اسپانیا که علیه نیروهای فاشیست آلمانی و ایتالیایی در جنگ داخلی اسپانیا می‌جنگیدند، حمایت می‌نمود. اما در سال ۱۹۳۸، آلمان و قدرتهای اصلی اروپایی معاهده مونیخ را امضاء نمودند که طی آن، آلمان و لهستان اراضی چکسلواکی را اشغال نمودند و طرح‌های آلمان برای توسعه طلبی بیشتر در شرق و نیز فقدان مخالف نسبت به آن از سوی قدرتهای غربی بیش از پیش آشکار گردید. این توافقنامه موجب ترس بیشتر اتحاد شوروی از حمله قریب‌الوقوع از سوی آلمان شد، و سبب گردید تا اتحاد شوروی با مانورهای دیپلماتیک به آن پاسخ دهد. در سال ۱۹۳۹ اتحاد شوروی معاهده مولوتف-ریبنتروپ را با آلمان نازی امضاء نمود، که مناطق تحت نفوذ را میان خود در اروپای شرقی تقسیم می‌نمودند. در۱۷ سپتامبر ۱۹۳۹، ارتش آلمان تا عمق ۱۵۰کیلومتر در خاک اتحاد شوروی نفوذ نمودند و به بخش‌های شرقی لهستان حمله کردند که عمدتاً جمعیت آن نقاط را نژادهای اوکراینی و بلاروسی تشکیل می‌دادند. نیروهای شوروی به نبردی سنگین با فنلاند درطی جنگ زمستان (۴۰–۱۹۳۹) پرداختند. این جنگ با پیروزی اتحاد شوروی خاتمه یافت، و بخشی از تنگه کارلین را به دست آوردند. این صلح ناپایدار با آلمان پایان یافت زمانی که نیروهای محور به رهبری آلمان به مرزهای شوروی سرازیر شدند در ۲۲ژوئن ۱۹۴۱ انجام دادند. تا ماه نوامبر، ارتش آلمان، اوکراین را تسخیر نمودند، و به تصرف لنینگراد پرداختند، و تهدید نمودند که پایتخت اتحاد شوروی، مسکو، را نیز تصرف خواهند نمود. اما، پیروزی شوروی در نبرد استالینگراد، پایداری آن را به اثبات رساند، و جهت مسیر جنگ را به‌طور کامل تغییر داد. پس از شکست خوردن آلمان در این نبرد، آن‌ها توان خود را در ادامه عملیات تجاوزکارانه خود از دست دادند و اتحاد شوروی در ادامه جنگ ابتکار عمل را به دست گرفت. تا پایان ۱۹۴۳، شوروی محاصره شهر لنینگراد توسط آلمان را شکسته بود و بیشتر مناطق اوکراین را بازپس گرفته بود. تا پایان سال ۱۹۴۴، این جبهه از مرزهای اتحاد شوروی در سال ۱۹۳۹ به سوی اروپای شرقی جابجا گشته بود. نیروهای اتحاد شوروی با برتری مسلم خود وارد برلین در آلمان شرقی شدند و در ماه مه ۱۹۴۵ آن را تصرف کردند. در نتیجه جنگ با آلمان در نهایت به پیروزی اتحاد شوروی انجامید.
اگرچه اتحاد شوروی در جنگ جهانی دوم پیروز گردید، اما اقتصاد آن در اثر این مبارزه ویران شد و به کشته شدن ۲۷ میلیون نفر دراین کشور منجر شد. حدود هفتاد هزار روستا نیز تخریب شده بودند. ده میلیون شهروند شوروی قربانی سیاست سرکوبگرانه آلمان در محدوده تحت اشغال آن‌ها گردیدند. جوخه‌های یهودی کشی آلمان در کنار همکاران بالتیکی و اوکراینی آن‌ها به نسل‌کشی یهودیان اتحاد شوروی پرداختند. ارتش رومانی در ناحیه اشغالی اودسا، دراین نسل‌کشی یهودیان شرکت نمود. طی اشغال، لنینگراد روسیه، هم‌اکنون سن پترزبورگ حدود یک چهارم از جمعیت خود (حدود ۱ میلیون نفر جمعیت، بیشترین میزان مرگ در طول تاریخ در یک منطقه محصور و بسته) را از دست داده بود. مناطق اشغالی متحمل غارتگری‌های ناشی از اشغال آلمان، تبعید افراد جهت بیگاری و نیز تاکتیکهای سیاسی خود شوروی مبنی بر زمین سوخته، پس از عقب‌نشینی، شدند.
احتمالاً میلیون‌ها نفر نیز در مناطق اشغالی دراثر قحطی و فقدان کمکهای اولیه پزشکی جان می‌دادند. شاید حدود ۵/۳میلیون نفر (یا ۵/۵میلیون) از اسرای جنگی اتحاد شوروی در اردوگاه‌های آلمان کشته شده باشند.

### جنگ سرد
همکاری بین متّحدین اصلی که در جنگ پیروز شده بودند، صورت گرفت و مبنایی برای بازسازی پس از جنگ و امنیت فرض شد. امّا درگیری بین اتحاد جماهیر شوروی سوسیالیستی و ایالات متحده آمریکا در منافع ملّی، که به‌عنوان جنگ سرد محسوب می‌شد، بر صحنهٔ بین‌المللی در دورهٔ پس از جنگ، با فرض نمایی عمومی از برخورد بین ایدئولوژی‌ها، غالب شد.

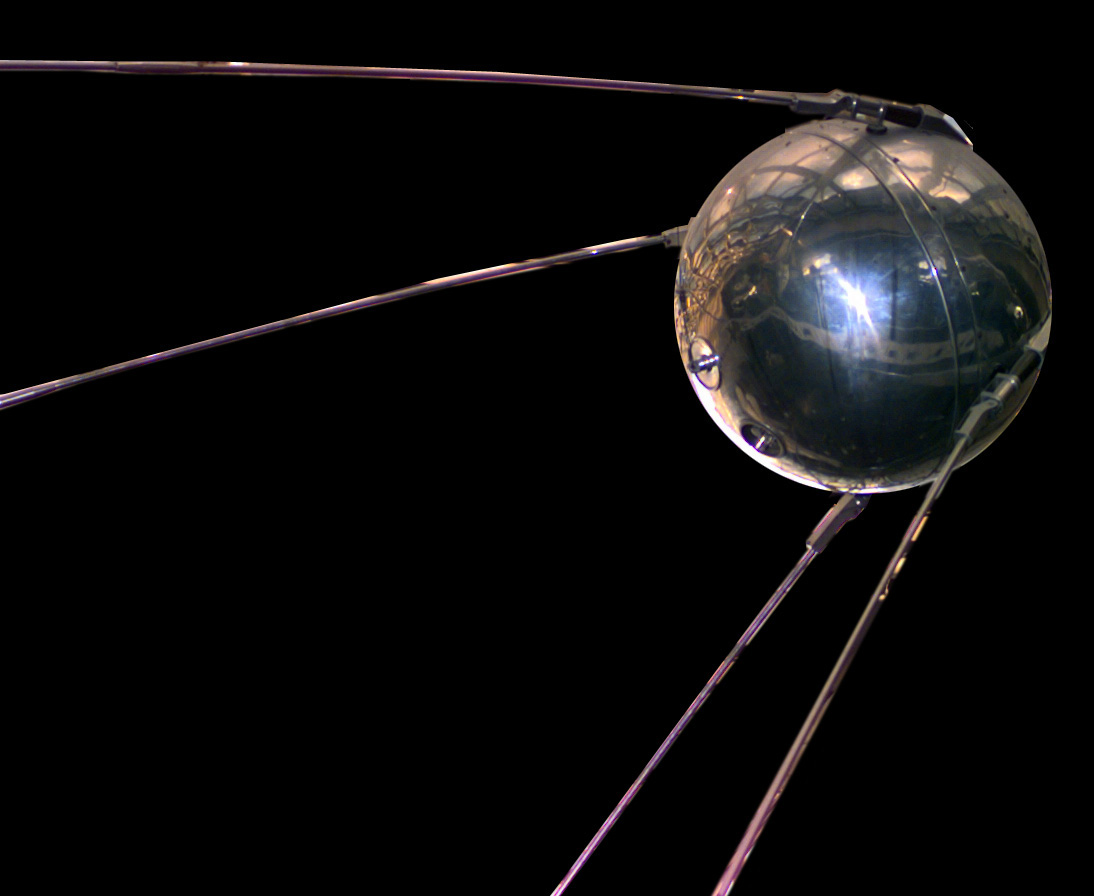
اسپوتنیک ۱ اوّلین ماهوارهٔ ساخت انسان که توسّط شوروی در سال ۱۹۵۷، در مدار زمین قرار گرفت.

جنگ سرد به مشاجره بین استالین و هری ترومن، رئیس‌جمهور آمریکا، پیرامون آیندهٔ اروپای شرقی طی کنفرانس پوتسدام در تابستان ۱۹۴۵ تبدیل شد. روسیه متحمّل سه حملهٔ سنگین فاجعه‌بار غربی طی ۱۵۰ سال گذشته شده بود که عبارت بودند از جنگ‌های ناپلئون، جنگ جهانی اوّل و جنگ جهانی دوم، و هدف استالین ایجاد منطقه‌ای بی‌طرف در کشورهای بین آلمان و اتّحاد شوروی بود. ترومن، استالین را به نقض کنفرانس یالتا متّهم نمود. با وجود آن‌که اروپای شرقی تحت اشغال ارتش سرخ بود، امّا استالین همچنان انتظار زمانی را می‌کشید تا پروژه بمب اتمی خود را بی‌وقفه و مخفیانه پیش ببرد.
در آوریل ۱۹۴۹، ایالات متّحده معاهدهٔ ناتو (NATO) را به عنوان یک پیمان دفاعی دوجانبه منعقد ساخت تا در آن بیشتر کشورهای غربی متعهّد شدند که درصورت حملهٔ نظامی به یکی از اعضاء، آن را در حکم حمله به همهٔ اعضاء تلقّی نمایند. اتّحاد شوروی به‌عنوان اقدامی متقابل در برابر ناتو، در سال ۱۹۵۵ پیمان ورشو را ایجاد کرد. تقسیم اروپا به بلوک‌های غربی و شوروی بعداً بیشتر جلوهٔ جهانی پیدا نمود، به‌خصوص پس از سال ۱۹۴۹ زمانی‌که انحصار هسته‌ای ایالات متّحده با آزمایش یک بمب متعلّق به شوروی و تصاحب قدرت توسّط حزب کمونیست چین در جمهوری خلق چین پایان یافت.
عمده‌ترین اهداف اتّحاد شوروی، حفظ و ارتقاء امنیت ملّی و نیز حفظ استیلای آن کشور بر اروپای شرقی بود. اتّحاد شوروی سلطهٔ خود را بر پیمان ورشو از طریق سرکوب انقلاب ۱۹۵۶ مجارستان، قلع‌وقمع نهضت اصلاح‌طلب بهار پراگ در چکسلواکی به سال ۱۹۶۸، و پشتیبانی از سرکوب جنبش انسجام در لهستان در اوایل دههٔ ۱۹۸۰، حفظ نمود. همان‌طور که اتّحاد شوروی به حفظ کنترل شدید خود بر حوزهٔ نفوذش در اروپای شرقی ادامه می‌داد، جنگ سرد راه خود را به‌سوی تشنج‌زدایی متوجّه ساخت، و الگویی پیچیده‌تر از روابط بین‌المللی که در آن، به روشنی دیگر شکاف مشخّصی بین بلوک‌های مقابل در دههٔ ۱۹۷۰ وجود نداشت. کشورهای کم‌تر قدرتمند مجال بیشتری برای اظهار استقلال خود داشتند، و دو ابرقدرت تا حدودی می‌توانستند منافع مشترک خود را با تلاش برای کنترل بیشتر بر گسترش و تکثیر تسلیحات هسته‌ای از طریق معاهداتی همچون سالت ۱، سالت ۲ و پیمان موشک‌های ضد بالستیک مشخّص نمایند.
مناسبات آمریکا- شوروی در پی حمله شوروی به افغانستان در سال ۱۹۷۹ برهم خورد، و نیز انتخابات ریاست‌جمهوری آمریکا سال ۱۹۸۰ و انتخاب رونالد ریگان، به عنوان یک ضدّکمونیست پروپاقرص بود، امّا زمانی‌که در اواخر دههٔ ۱۹۸۰ روس‌ها شروع به رفع ابهامات موجود نمودند، بهبود یافت. امّا با فروپاشی اتّحاد شوروی در سال ۱۹۹۱، روسیه جایگاه خود را به‌عنوان ابرقدرت که در پی پیروزی در جنگ جهانی دوم به‌دست آورده بود، از کف داد.

### جنگ افغانستان
جنگی بود که درآن شوروی به افغانستان حمله کرد

## سال‌های زمامداری خروشچف و برژنف
در جنگ قدرت که پس از مرگ استالین در سال ۱۹۵۳ بروز کرد، نزدیک‌ترین پیروان وی شکست خوردند. نیکیتا خروشچف با سخنرانی در برابر کنگرهٔ بیستم حزب کمونیست در سال ۱۹۵۶، با ذکر قساوت‌های او، جایگاه خود را استحکام بخشید و به موضوع ارتقاء هویت فرقه‌ای وی حمله نمود. زمانی که جزئیات سخنان او علناً مطرح گردید، خروشچف به دامنه وسیعی از اصلاحات خود شتاب بخشید. با کم‌اهمّیت جلوه‌دادن تأکید استالین بر صنعت سنگین، او عرضهٔ کالاهای مصرفی و مسکن را افزایش داد و تولید کشاورزی را فعّال ساخت. استانداردهای زندگی بهبود یافت، امّا کمبودهای ابزار آلات، پوشاک، و دیگر اقلام مصرفی در سال‌های بعد افزایش یافت. نظام قضایی با اینکه هنوز به‌طور کامل تحت نظارت حزب کمونیست قرار داشت، امّا جایگزین ترس از پلیس شد و روشنفکران بیش‌ازپیش به آزادی دست یافتند.
در ۴ اکتبر ۱۹۵۷ روسیه اوّلین ماهواره خود را به‌نام اسپوتنیک ۱ به فضا پرتاب نمود. یوری گاگارین در ۱۲ اکتبر ۱۹۶۱ اوّلین انسانی بود که از طریق سفینهٔ شوروی تحت عنوان وستوک ۱ به فضا سفر کرد.
در سال ۱۹۶۴، خروشچف از سوی کمیتهٔ مرکزی حزب کمونیست، به اتهام ارتکاب خطاهای متعدّد که از جمله آن حرکات واپس‌گرایانه‌ای چون بحران موشکی کوبا و تعمیق شکاف بین چین و شوروی بود، برکنار گردید. پس از یک دورهٔ کوتاه رهبری گروهی، یک بوروکرات کهنه‌کار، لئونید برژنف، بر جای خروشچف نشست.
با وجود اقدامات ناشیانهٔ خروشچف در طرح‌های اقتصادی، نظام اقتصادی به برنامه‌های متمرکزی وابسته بود که هیچ ارتباطی با ساز و کارهای بازار نداشت. به‌عنوان یک کشور توسعه‌یافتهٔ صنعتی، اتّحاد شوروی این را بسیار مشکل می‌یافت که نرخ‌های بسیار بالای رشد را در بخش صنعت که در سال‌های پیش به ازآن برخوردار شده بود، حفظ نماید. سرمایه‌گذاری‌های وسیع و نیروهای کار به‌طور فزاینده‌ای برای رشد لازم بود، امّا دستیابی به این ورودی‌ها دشوارتر می‌شد که این تاحدودی به دلیل تأکید بیشتر بر تولید کالاهای مصرفی بود. اگرچه اهداف برنامه‌های پنج‌ساله در دههٔ ۱۹۷۰ نسبت به برنامه‌های قبلی کم‌تر به‌دست آمده بود، امّا عمدتاً بیشتر این اهداف تحقّق نیافته بود. توسعهٔ کشاورزی در سال‌های زمامداری برژنف، به حالت پیشرفت کند خود ادامه داد.
اگرچه ابزار آلات و دیگر کالاها در دهه‌های ۱۹۶۰ و ۱۹۷۰ بیشتر در دسترس قرار داشتند، امّا عرضهٔ مسکن و مواد غذایی کافی نبود. فرهنگ در حال رشد مصرف گرایی و کمبودهای کالاهای مصرفی، به نظام بازار بدون قیمت‌گذاری مربوط می‌شد، که دله‌دزدی در اموال دولتی و رشد بازار سیاه را ترویج می‌داد. امّا در مقایسه با روحیهٔ انقلابی که با تولّد اتّحاد شوروی پدید آمده بود، وضعیت حاکم بر رهبری در زمان مرگ برژنف در سال ۱۹۸۲، (نشانه) نوعی رویگردانی نسبت به (هرگونه) تغییر بود.

## فروپاشی قریب‌الوقوع اتحاد شوروی
سقوط اتحاد جماهیر شوروی